# كرشيمير ستانيتش
كرشيمير ستانيتش هو لاعب كرة قدم سويسري في مركز الهجوم، ولد في 6 مارس 1985 في كرواتيا. شارك مع منتخب سويسرا تحت 21 سنة لكرة القدم. أما مع النوادي، فقد لعب مع نادي زيورخ.